# L'Homme de Majorque
Pour plus de détails, voir Fiche technique et Distribution.
L'Homme de Majorque (Mannen från Mallorca) est un film suédois réalisé par Bo Widerberg, sorti en 1984.
C'est l'adaptation du roman Grisfesten de Leif G. W. Persson paru en 1978 et traduit en français sous le titre La Fête du cochon.

## Fiche technique
Sauf indication contraire, les informations mentionnées dans cette section peuvent être confirmées par les bases de données cinématographiques  présentes dans la section « Liens externes ».
- Titre original : Mannen från Mallorca
- Titre français : L'Homme de Majorque
- Réalisation, scénario et montage : Bo Widerberg, d'après le roman Grisfesten de Leif G. W. Persson
- Direction artistique : Jan Öqvist
- Costumes : Karin Sundvall
- Photographie : Thomas Wahlberg
- Musique : Björn J:son Lindh (en)
- Pays de production :  Suède
- Format : couleurs - 1,66:1 - 35 mm - Dolby
- Genre : policier
- Durée : 106 minutes
- Date de sortie :
  - Suède : 12 octobre 1984

## Distribution
Sauf indication contraire, les informations mentionnées dans cette section peuvent être confirmées par les bases de données cinématographiques  présentes dans la section « Liens externes ».
- Sven Wollter : Inspecteur Jarnebring
- Tomas von Brömssen : Inspecteur Johansson
- Håkan Serner : Inspecteur Andersson
- Ernst Günther : Dahlgren
- Thomas Hellberg : Berg
- Ingvar Hirdwall : Fors
- Niels Jensen : Roger 'Rogge' Jansson
- Tommy Johnson : Inspecteur Rundberg
- Rico Rönnbäck : Kjell Göran Hedberg
- Hans Villius : le ministre de la justice
- Sten Lonnert : Olsson, alcoolique
- Nina Gunke : Eva Zetterberg
- Margreth Weivers : Alva Wiström

## Distinction
- Berlinale 1965 : sélection en compétition officielle